# Relaciones España-Unión Soviética
Las Relaciones España-Unión Soviética se refiere a las relaciones bilaterales entre la extinta Unión Soviética y España. Las relaciones españolas con la URSS comenzaron en 1933 y terminaron poco antes de acabar la guerra civil española, en 1939, cuando el nuevo Gobierno español y la URSS rompieron todas sus relaciones diplomáticas. A partir de 1963 fueron restaurándose gradualmente, siendo plenas a partir de 1977. España y la Unión Soviética rompieron definitivamente sus relaciones diplomáticas el 28 de diciembre de 1991, con motivo de la independencia de Rusia de la URSS.
La Unión Soviética estableció relaciones diplomáticas con la Segunda República Española el 28 de julio de 1933. Un viejo bolchevique, y ex comisario de Educación Anatoli Lunacharski, fue nombrado Representante Plenipotenciario (embajador) para España, pero murió de camino a su puesto, en Francia. Su reemplazo, Marsel Rosenberg (1896-1938), y el Cónsul General Vladímir Antónov-Ovséyenko (1883-1938) llegaron a Madrid en 1936, ya durante la guerra civil española. Pero pronto fueron llamados a Moscú y ejecutados por presunta conspiración trotskista.
La Unión Soviética apoyó activamente al Gobierno español durante la Guerra Civil mediante el envío de asesores militares, voluntarios y armas para luchar contra los rebeldes. Recursos que fueron suministrados a cambio de las reservas de oro del Banco de España, más tarde conocido como el oro de Moscú. El monumento a los voluntarios soviéticos en Madrid, inaugurado conjuntamente en 1989 por el alcalde Juan Barranco y el embajador soviético Serguéi Romanovski, enumera los nombres de los 182 combatientes caídos durante la guerra e identificados como soviéticos. Con el cambio de Gobierno en España en 1939, semanas antes de terminar la Guerra Civil, la Unión Soviética perdió todos los lazos con España, ahora bajo Francisco Franco. De hecho, durante Segunda Guerra Mundial, la División Azul de voluntarios españoles luchó contra los soviéticos en el Frente oriental (Gran Guerra Patria para los soviéticos), evitando así Franco la participación directa de España en la Segunda Guerra Mundial. También se estima que unos 600 o 700 españoles participaron en la Segunda Guerra Mundial en el lado soviético pese a la prohibición del Gobierno español, recibiendo numerosas condecoraciones, como la Orden de Lenin o la Orden de la Bandera Roja. Su actuación fue especialmente espectacular durante la Defensa De Moscú o el Sitio de Leningrado.
Las relaciones de España con la Unión Soviética después de la Segunda Guerra Mundial fueron descritas como «el peor de los casos, aunque no de los más problemáticos», culminando con el discurso de Nikita Jruschov contra el régimen de Franco ante la Asamblea General de las Naciones Unidas el 1 de octubre de 1960, y con la prohibición de Franco del partido entre España y la URSS de la Eurocopa 1960 programado anteriormente en el mismo año. Sin embargo, los mismos líderes comenzaron el restablecimiento gradual de los contactos. En abril de 1963 Jruschov y Franco intercambiaron cartas sobre desarme y sobre el destino de Julián Grimau. En enero de 1964, Franco hizo un llamamiento a Jruschov de nuevo. De acuerdo con la explicación de los acontecimientos soviéticos, fue por iniciativa del gobierno español.
Hasta 1969, las relaciones se mantuvieron de manera informal a través de las embajadas soviéticas y españoles en Francia. En 1967, representantes españoles y soviéticos acordaron abrir sus puertos a los buques de bandera del otro país. En 1969 el Soviet de propiedad estatal Mar Negro Shipping Company abrió una oficina en Madrid - constituyendo el primer establecimiento soviético en España desde la Guerra Civil. Esta oficina actuó como consulado soviético de facto, siendo gestionada por diplomáticos profesionales y dirigida por Serguéi Bogomolov, quien se trasladó desde París a Madrid al objeto.
Ambos países firmaron un acuerdo sobre comercio exterior en 1972 y establecieron misiones comerciales permanentes en 1973.  Dichas misiones asumieron derechos consulares. Ígor Ivanov, el futuro ministro de Asuntos Exteriores de Rusia independiente, sirvió en Madrid entre 1973 y 1983. Por último, después de la muerte de Franco, la Unión Soviética y España restablecieron las relaciones diplomáticas el 9 de febrero de 1977. Serguéi Bogomolov asumió el título de embajador soviético y presentó sus credenciales al rey Juan Carlos I de España el 5 de mayo de 1977. Las relaciones de este período no fueron exactamente amables, alcanzado un punto crítico cuando España fue admitida en la OTAN en 1982, un acto considerado por la URSS como una «violación de los intereses soviéticos».
Posteriormente, en 1978, Bogomolov fue promovido a un alto cargo en el Ministerio de Asuntos Exteriores, siendo sustituido por Yuri Dubinin, quien dirigió la política soviética en España durante de la última fase de la Guerra Fría, hasta 1986. Dubinin promovió activamente la idea de una visita de Estado del rey Juan Carlos I a Moscú; visita que requirió cinco años de preparativos para obtener la aprobación del ministro de Asuntos Exteriores soviético Andréi Gromiko y que se materializó en mayo de 1984.
La actual Embajada de Rusia en Madrid es la heredada de la Unión Soviética. Fue construida entre 1986 y 1991. La parcela de tierra de la calle de Velázquez 155 fue proporcionada a los soviéticos en 1980. Pero su construcción se retrasó debido a las regulaciones de zonificación que limitaban la altura del edificio a seis metros, la presencia de cables militares españoles que discurrían bajo tierra y la presencia de un poblado gitano. El edificio fue diseñado inicialmente por el pintor Iliá Glazunov, quien contribuyó posteriormente al diseño de los interiores, siendo la estructura del edificio diseñada por el arquitecto Anatoli Polikarpov.